# 팰컨 1e
팰컨 1e는 미국 스페이스X가 개발을 추진했던 우주로켓이다. 개발이 취소되었다.

## 역사
38톤 팰컨 1를 46톤으로 개량한 팰컨 1e는 2011년 중반에 계획되었다.
원래 팰컨 1의 1단 로켓은 2014 알루미늄으로 만들었는데, 팰컨 1e는 2단 로켓을 2195 알루미늄으로 소재를 변경해서 만들 계획이었다. 2014 알루미늄은 2000 시리즈 알루미늄 중에서, 2024 알루미늄 다음으로 많이 사용된다. 부식이 잘 되기 때문에, 부식방지제가 첨가된 페인트를 칠한다. 우주왕복선 외부 연료 탱크 초기형은 2219 알루미늄을 사용했다. 후기형은 30% 고강도인 2195 알루미늄을 사용했다. 2195 알루미늄도 역시 부식이 잘 되어서, 부식방지제 페인트를 칠해야 한다.
EADS 아스트리움이 팰컨 1e의 유럽 판매를 담당하기로 했었다.

## 같이 보기
- 팰컨 1
- 한국형발사체 시험발사체